# Eleccions al Consell General d'Andorra de 2011
El 3 d'abril de 2011 es varen celebrar eleccions generals andorranes. La candidatura liberal de Demòcrates per Andorra va aconseguir una destacada victòria, guanyant totes les llistes parroquials i obtenint la majoria absoluta amb 20 dels 28 consellers. El seu cap de llista Antoni Martí Petit seria elegit el sisè Cap de Govern d'Andorra. El Partit Socialdemòcrata, que ocupava el govern, va quedar amb només sis consellers i Andorra pel Canvi va perdre la representació parlamentària. És remarcable que exactament la meitat de consellers generals electes eren dones.
El Consell General d'Andorra havia estat dissolt anticipadament després de desavinences en el seu si que havien impedit l'aprovació de lleis importants.

## Convocatòria
A les anteriors eleccions andorranes de 2009, el Partit Socialdemòcrata va esdevenir el partit amb més escons, però es va quedar a un de la majoria absoluta. El seu líder Jaume Bartumeu va esdevenir cap de Govern, acabant amb catorze anys de governs liberals. El fet que el total d'escons dels partits de l'oposició fos exactament el mateix que el del PS (la cambra andorrana té un nombre parell d'escons) va fer molt difícil la tramitació d'iniciatives legislatives. La dificultat per a aprovar els pressupostos i la llei de l'IVA van portar a Jaume Bartumeu a convocar eleccions anticipades a mitja legislatura.

## Sistema electoral
Les eleccions generals andorranes es regeixen per un principi de vot paral·lel. Cada elector ha d'emetre dos vots en dues urnes diferenciades: Un vot és a una llista tancada d'àmbit nacional amb catorze candidats, i es diposita en una urna blava. L'altre vot és a una llista tancada d'àmbit local (la seva parròquia) amb dos candidats, i es diposita en una urna blanca. Una mateixa persona no pot aparèixer com a candidata a una llista nacional i una de parroquial, i tampoc en dues parròquies diferents.
S'elegeixen vint-i-vuit consellers generals amb el sistema següent:
- Catorze consellers representen les set parròquies d'Andorra. A cadascuna d'aquestes, els dos candidats de la llista local més votada són els elegits, seguint el sistema de representació majoritària.[4]
- Catorze consellers es reparteixen de forma proporcional a partir dels vots que reben les llistes nacionals. Les llistes que superen la barrera electoral de la catorzena part dels vots vàlids (un 7,14%) reben un nombre d'escons assignat segons la regla del major residu.[5]

## Candidatures
Quatre llistes van presentar candidatura a la circumscripció nacional:
- El Partit Socialdemòcrata (PS) en la candidatura anomenada «AraFutur» i amb el cap de Govern Jaume Bartumeu Cassany com a cap de llista
- La nova candidatura Demòcrates per Andorra (DA), formada per membres de la Coalició Reformista i el PLA i liderada per Antoni Martí Petit
- La minoria parlamentària d'Andorra pel Canvi (ApC) amb Eusebi Nomen com a cap de llista
- Els Verds d'Andorra (VA), sense representació parlamentària, liderats per Isabel Lozano

D'aquests només el PS i DA van presentar llistes parroquials. El PS es va presentar en coalició amb GUPI a Ordino i amb altres independents a totes les altres parròquies. Totes aquestes llistes duien el nom «AraFutur». DA es va presentar amb Units per al Progrés a Encamp i sola a la resta de parròquies llevat de Sant Julià de Lòria. Unió Laurediana (UL) va ser la candidatura que va disputar als socialdemòcrates els dos consellers d'aquesta circumscripció.
ApC havia anunciat que donava suport als candidats de DA i UL a nivell parroquial i que per això no havia presentat cap candidatura a aquest nivell. Això va comportar que arreu del país només hi hagués dues opcions de vot quant a la representació parroquial del Consell General.

## Resultats
- Referència: «Eleccions Generals 3 d'abril del 2011».   Govern d'Andorra. Arxivat de l'original el 25 de juny 2011. [Consulta: 3 abril 2011].
- Nota: Per a fer la diferència de vots i escons respecte de les eleccions anteriors, els resultats de Demòcrates per Andorra estan comparats amb els de la Coalició Reformista del 2009 excepte a la llista parroquial d'Ordino.

### Totals
| Partit polític                                                                                         | Partit polític         | Candidats | Escons | Diferència d'escons | % en escons |
| --- | ---------------------- | --------- | ------ | ------------------- | ----------- |
| | Demòcrates per Andorra | 26        | 20     | 9                   | 71,4        |
| | Partit Socialdemòcrata | 28        | 6      | 8                   | 21,4        |
| | Unió Laurediana        | 2         | 2      | 2(*)                | 7,1         |
| | Andorra pel Canvi      | 14        | 0      | 3                   | 0           |
| | Verds d'Andorra        | 14        | 0      | =                   | 0           |
| Total                                                                                                  | Total                  | 84        | 28     | -                   | -           |
| Nota *: Els 2 consellers de CR-UL del 2009 per Sant Julià de Lòria es comptabilitzen dins els 11 de CR |                        |           |        |                     |             |

En constituir el nou Consell General de la sisena legislatura, els 20 consellers de DA i els 2 de UL van incorporar-se al Grup Parlamentari Demòcrata, i els 6 consellers del PS van incorporar-se al Grup Parlamentari Socialdemòcrata. La composició dels grups parlamentaris al Consell General va ser, per tant, la següent:

Grups parlamentaris del Consell general:
GPD: 22 consellers
GPS: 6 consellers

### Circumscripció nacional
| Partit polític | Partit polític         | Vots  | Escons | Diferència d'escons | % en escons | % en vots    | Diferència de vots |
| -------------- | ---------------------- | ----- | ------ | ------------------- | ----------- | ------------ | ------------------ |
|                | Demòcrates per Andorra | 8553  | 8      | 3                   | 57,1        | 55,1         | 3806               |
|                | Partit Socialdemòcrata | 5397  | 6      | =                   | 42,9        | 34,8         | 1213               |
|                | Andorra pel Canvi      | 1040  | 0      | 3                   | 0           | 6,7          | 1728               |
|                | Verds d'Andorra        | 520   | 0      | =                   | 0           | 3,3          | 54                 |
| Total          | Total                  | 15510 | 14     | -                   | -           | Participació | 74,1%              |

- Vots totals: 16197 (amb 523 vots en blanc i 164 vots nuls)

### Circumscripcions parroquials

#### Canillo
| Partit polític | Partit polític                        | Escons | Diferència d'escons | Vots | Diferència de vots | % en vots |
| -------------- | ------------------------------------- | ------ | ------------------- | ---- | ------------------ | --------- |
|                | Demòcrates per Andorra                | 2      | =                   | 421  | 107                | 70,6      |
|                | Partit Socialdemòcrata i Independents | 0      | =                   | 175  | 52                 | 29,4      |
| Total          | Total                                 | 2      | -                   | 596  | Participació       | 81,5%     |

- Vots totals: 647 (amb 44 vots en blanc i 7 vots nuls)

#### Encamp
A Encamp els resultats de la candidatura Units per al Progrés - Demòcrates per Andorra es comparen amb els de la Coalició Reformista del 2009 i no amb els d'Andorra pel Canvi - Units per al Progrés malgrat que aquests darrers van obtenir més vots.
| Partit polític | Partit polític                                | Escons | Diferència d'escons | Vots | Diferència de vots | % en vots |
| -------------- | --------------------------------------------- | ------ | ------------------- | ---- | ------------------ | --------- |
|                | Units per al Progrés - Demòcrates per Andorra | 2      | 2                   | 1324 | 952                | 63,3      |
|                | Partit Socialdemòcrata i Independents         | 0      | 2                   | 766  | 72                 | 36,6      |
| Total          | Total                                         | 2      | -                   | 2090 | Participació       | 74,6%     |

- Vots totals: 2241 (amb 115 vots en blanc i 36 vots nuls)

#### Ordino
| Partit polític | Partit polític                | Escons | Diferència d'escons | Vots | Diferència de vots | % en vots |
| -------------- | ----------------------------- | ------ | ------------------- | ---- | ------------------ | --------- |
|                | Demòcrates per Andorra        | 2      | 2                   | 560  | -                  | 53,9      |
|                | Partit Socialdemòcrata - GUPI | 0      | 2                   | 479  | 74                 | 46,1      |
| Total          | Total                         | 2      | -                   | 1039 | Participació       | 81,7%     |

- Vots totals: 1127 (amb 74 vots en blanc i 14 vots nuls)

#### La Massana
| Partit polític | Partit polític                        | Escons | Diferència d'escons | Vots | Diferència de vots | % en vots |
| -------------- | ------------------------------------- | ------ | ------------------- | ---- | ------------------ | --------- |
|                | Demòcrates per Andorra                | 2      | =                   | 1112 | 267                | 65,5      |
|                | Partit Socialdemòcrata i Independents | 0      | =                   | 585  | 136                | 34,5      |
| Total          | Total                                 | 2      | -                   | 1697 | Participació       | 79,2%     |

- Vots totals: 1830 (amb 115 vots en blanc i 18 vots nuls)

#### Andorra la Vella
| Partit polític | Partit polític                        | Escons | Diferència d'escons | Vots | Diferència de vots | % en vots |
| -------------- | ------------------------------------- | ------ | ------------------- | ---- | ------------------ | --------- |
|                | Demòcrates per Andorra                | 2      | 2                   | 2219 | 1126               | 53,1      |
|                | Partit Socialdemòcrata i Independents | 0      | 2                   | 1957 | 268                | 46,9      |
| Total          | Total                                 | 2      | -                   | 4176 | Participació       | 68,4%     |

- Vots totals: 4516 (amb 283 vots en blanc i 57 vots nuls)

#### Sant Julià de Lòria
| Partit polític | Partit polític                        | Escons | Diferència d'escons | Vots | Diferència de vots | % en vots |
| -------------- | ------------------------------------- | ------ | ------------------- | ---- | ------------------ | --------- |
|                | Unió Laurediana                       | 2      | =                   | 1349 | 269                | 61,8      |
|                | Partit Socialdemòcrata i Independents | 0      | =                   | 835  | 98                 | 38,2      |
| Total          | Total                                 | 2      | -                   | 2184 | Participació       | 75,9%     |

- Vots totals: 2410 (amb 192 vots en blanc i 34 vots nuls)

#### Escaldes-Engordany
| Partit polític | Partit polític                        | Escons | Diferència d'escons | Vots | Diferència de vots | % en vots |
| -------------- | ------------------------------------- | ------ | ------------------- | ---- | ------------------ | --------- |
|                | Demòcrates per Andorra                | 2      | 2                   | 2087 | 1129               | 65,4      |
|                | Partit Socialdemòcrata i Independents | 0      | 2                   | 1104 | 200                | 34,6      |
| Total          | Total                                 | 2      | -                   | 3191 | Participació       | 74,4%     |

- Vots totals: 3414 (amb 174 vots en blanc i 49 vots nuls)

### Consellers elegits
| DA | PS | UL                                                                 |
| Nacional 1. Antoni Martí Petit 2. Jordi Cinca Mateos 3. Aleix Varela González 4. Mònica Bonell Tuset 5. Pere Altimir Pintat 6. Olga Gelabert Fàbrega 7. Patrícia Riberaguya Marme Canillo 1. Celina Mandico Garcia 2. Martí Salvans Abetlla Encamp 1. Carles Enseñat Reig 2. Xavier Montané Atero Ordino 1. Meritxell Mateu Pi 2. Olga Ardellach Coma La Massana 1. Daniel Armengol Bosch 2. Sofia Garralla Tomàs Andorra la Vella 1. Sílvia Riva González 2. Meritxell Verdú Marquillo Escaldes-Engordany 1. Miquel Aleix Areny 2. Vicenç Mateu Zamora | Nacional 1. Jaume Bartumeu Cassany 2. Rosa Gili Casals 3. David Ríos Rius 4. Gerard Barcia Duedra 5. Mariona González Reolit 6. Sílvia Eloïsa Bonet Perot | Sant Julià de Lòria 1. Montserrat Gil Torné 2. Roser Bastida Areny |
| Font: Eleccions d'Andorra | |                                                                    |

## Controvèrsies
L'assignació del darrer conseller de la circumscripció nacional a la llista socialdemòcrata fou motiu de controvèrsia i de confusió durant la nit electoral. De fet, en la compareixença pública del cap de govern Jaume Bartumeu per a anunciar els resultats aquest conseller estava assignat a la llista demòcrata. Els líders d'Andorra pel Canvi i Verds d'Andorra varen presentar una reclamació judicial per a anul·lar aquesta assignació. En la tramitació del procés es demanà el testimoni dels altres partits, i els Demòcrates per Andorra la feren servir per a demanar que aquest conseller fos assignat a la seva llista. Totes aquestes peticions foren rebutjades per la Batllia, pel Tribunal Superior i pel Tribunal Constitucional, que varen estimar que l'assignació feta pel Govern en funcions seguia els criteris legals.
L'origen del problema és l'ús del mètode del major residu per al repartiment entre les diferents candidatures dels catorze consellers corresponents a la circumscripció nacional. Si es multiplica per 14 la proporció de vots rebuda per cada partit es té:
| Partit polític:                   | DA   | PS   | ApC  | VA   | Suma |
| Tant per 14 en vots (arrodonint): | 7,72 | 4,87 | 0,94 | 0,47 | 14   |

Això vol dir que DA té set consellers assignats, que el PS en té quatre i que es fa un segon repartiment dels tres consellers que falten seguint el mètode dels majors residus. La llei electoral impedeix que d'aquest segon repartiment se'n puguin beneficiar les candidatures que no han rebut cap conseller abans d'assignar els residus (és a dir, aquelles que no arriben a la catorzena part dels vots vàlids totals). Això comporta que ni els Verds d'Andorra ni Andorra pel Canvi puguin accedir als tres consellers restants, encara que ApC disposi del residu més gran de tots (0,94 que es correspon amb 1040 vots). La voluntat dels líders d'aquests partits era que aquesta barrera electoral (del 7,14%) fos considerada anticonstitucional per ser superior al 3%, que el Consell d'Europa considera la màxima barrera que hauria de tenir una democràcia. Nogensmenys, el Tribunal Constitucional no considerà que aquest argument fos suficient per anul·lar el llindar mínim.
El repartiment dels tres consellers restants entre DA i el PS és el que va causar confusió durant la nit electoral perquè, si bé la llei especifica que aquest repartiment s'ha de fer per l'ordre dels residus, no és evident la interpretació que cal fer-ne quan el nombre d'escons a repartir és més gran que el de partits que els rebin. De fet, l'àmplia majoria que DA va obtenir en aquestes eleccions i el fet que aquest vint-i-vuitè conseller no fos determinant per al resultat va rebaixar la controvèrsia i possiblement motivà que DA no adoptés una política gaire combativa per la via judicial. La posició del govern en funcions per a assignar 8 escons a DA i 6 al PS és que després d'assignar un primer escó al major residu (el 0,87 del PS que són 965 vots) i un altre al segon major (el 0,72 de DA que són 798 vots) cal seguir usant l'ordre donat pels majors residus i, per tant, assignar el tercer conseller altra vegada al PS, que té un residu superior al de DA. El Tribunal Superior de Justícia en la seva sentència indica que aquesta és la metodologia correcta segons la llei dels majors residus. La postura de DA, rebutjada per totes les instàncies judicials, era que després d'assignar un escó als 965 vots de residu que quedaven al PS i un altre als 798 vots de residu que quedaven als DA les dues llistes es queden sense cap vot restant i, per tant, el tercer escó s'ha d'atorgar segons el criteri que diu que si hi ha un empat en el residu de dues candidatures diferents (s'entén aquí que DA i PS estan empatant a zero) es resol a favor de la candidatura amb més vots absoluts, que és DA.